# Abbaye Sainte-Cécile de Ryde
Pour les articles homonymes, voir Sainte-Cécile, Sainte Cécile et Cécile.
L'abbaye Sainte-Cécile de Ryde est un monastère de bénédictines situé sur l'île de Wight au Royaume-Uni. 

## Histoire
En 1882, l'abbaye de la Paix Notre-Dame de Liège fonde le prieuré « Pax Cordis Iesu » à Ventnor sur l'île de Wight. En 1922, celui-ci déménage à Ryde, dans les bâtiments qui avaient été occupés par les moniales de l'abbaye Sainte-Cécile de Solesmes lors de leur exil. Les moniales de Solesmes y érigèrent des cloîtres et une église, conçue par Edward Goldie (1856-1921), le fils du prolifique architecte catholique George Goldie (en). L'église a été solennellement dédiée à sainte Cécile le 12 octobre 1907.
Le prieuré — qui s'appelle désormais Sainte-Cécile — est élevé au rang d'abbaye en 1926, et rejoint la Congrégation de Solesmes en 1950. 
En 1967, l'abbaye Sainte-Cécile fonde le prieuré de Shanti Nilayam à Bangalore en Inde.
En 2012, l'abbaye compte une trentaine de moniales.

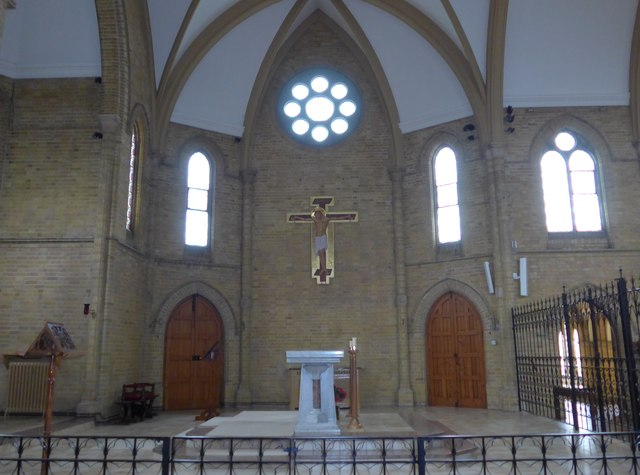
L'intérieur de l'église avec l'autel.

### Articles liés
- Congrégation de Solesmes
- Dom Guéranger
- Florence de Verquigneul
- Cécile Bruyère